# Операция «Юг»
Советская депортация из Молдавии и Северной Буковины (рум. Deportările din Moldova și Nordul Bucovinei), также известно под названием Операция «Юг» — массовая депортация, проведённая Министерством государственной безопасности СССР в Молдавии.

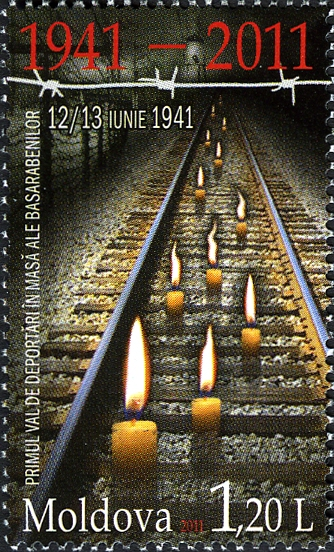
Почтовая марка к 70-летию первой волны депортации

## Подготовка
6 февраля 1949 года Совет Министров СССР принял Постановление № 1290-467 сс. О выселении с территории Молдавской ССР кулаков, бывших помещиков, крупных торговцев, активных пособников немецких оккупантов, лиц, сотрудничавших с немецкими и румынскими органами полиции, участников профашистских партий и организаций, белогвардейцев, участников нелегальных сект, а также семей всех вышеперечисленных категорий
В апреле уполномоченный МГБ СССР по Молдавии генерал-майор Ермолин совместно с руководством МГБ республики разделил всю её территорию на 8 секторов. Вскоре сюда стали прибывать тысячи грузовых машин под предлогом вывозки зерна, а в действительности для перевозки депортируемых из сёл до железнодорожных станций.
10 мая было утверждено название предстоящей операции — «Юг».

## Реализация
Сама операция началась в 2 часа ночи 6 июля и закончилась в 8 часов вечера 7 июля 1949 года. Её реализацию обеспечили 4496 человек оперативного состава (из них 90 % были прикомандированы из других республик СССР), а также 13 774 солдат и офицеров войск МГБ и 24 705 человек партийного актива.
МГБ Молдавской ССР оформило дела на выселение 12 860 семей. Однако 1 567 семей смогли избежать депортации. Многие из них спаслись бегством, некоторые уже состояли в колхозах, либо имели документы о службе членов семей в Советской армии. Кроме того, выселению не были подвержены больные и калеки, а также семьи, не имеющие трудоспособных членов.
В итоге при помощи 30 эшелонов (1 573 вагонов) из Молдавии были выселены 11 293 семьи или 35 050 человек, в том числе 9 745 мужчин, 13 924 женщины и 11 381 детей до пятнадцатилетнего возраста. Большинство депортированных было размещено в Казахстане (9954 человека), в Омской (6085 человек) и Новосибирской (5787 человек) областях, в Красноярском крае (470 человек), в Коми АССР (352 человека).
Среди выселенных около 4800 человек составляли свидетели Иеговы, которых советские власти подозревали в антисоветской деятельности.